# Pathankot Air Force Station
Pathankot Air Force Station är en flygplats i Indien.   Den ligger i distriktet Gurdaspur och delstaten Punjab, i den norra delen av landet, 400 km norr om huvudstaden New Delhi. Pathankot Air Force Station ligger 308 meter över havet.
Terrängen runt Pathankot Air Force Station är platt. Runt Pathankot Air Force Station är det tätbefolkat, med 881 invånare per kvadratkilometer. Närmaste större samhälle är Pathankot, 4,9 km norr om Pathankot Air Force Station. Trakten runt Pathankot Air Force Station består till största delen av jordbruksmark.